# Лок, Мария
Мария Лок (англ. Maria Lock, 1805 или 1808 (по документам 1794), Ричмонд Боттомс, Новый Южный Уэльс, Британская империя — 6 июня 1878, Виндзор, Новый Южный Уэльс, Британская империя) — австралийский абориген, землевладелица. «Последний абориген Блэктауна».
Родилась в семье вождя клана буруберонгалов. Повзрослев, стала первым представителем коренного населения континента, который вступил в брак с поселенцем, что, по мнению некоторых жителей Австралии, послужило катализатором примирения народов и объединения страны.

## Биография
Мария родилась в местности Ричмонд Боттомс, на восточной стороне поймы реки Хоксбери (в те времена называвшейся рекой Дарубин) на территории колонии Новый Южный Уэльс. Её отцом был вождь и шаман группы ричмондских аборигенных племён Яррамунди, сын вождя Гомебири. Имя матери неизвестно. Её семья принадлежала к клану буруберонгалов, входившему в племя Даруг. Мария, вероятнее всего, родилась в буше во время ночёвки группы, хотя не исключается вариант, что девушка могла появиться на свет в домике кого-то из поселенцев. У неё был старший брат, которого звали Колби.
Племя находилось в достаточно тесном сотрудничестве с колониальной администрацией. Когда Марии было чуть менее десяти лет, 28 декабря 1814 года её семья была приглашена на приём к губернатору колонии Лаклану Маккуори. В тот же день он предложил ей поступить в основанное в апреле того же года специализированное учебное заведение для аборигенов Парраматский институт для коренного населения, возглавляемое Уильямом Шелли и его женой Элизабет. Там девочки обучались в основном рукоделию, а мальчики — сельскому хозяйству и работе с механизмами.
В 1819 году Sydney Gazette сообщила, что некая аборигенка, опередив 20 других детей-аборигенов и почти сотню учеников-европейцев, получила первый приз на годовом экзамене в школе. Возможно, это была именно Мария, ибо учителя говорили, что она постоянно опережала других учеников по оценкам. До этого события считалось, что чернокожие аборигены уступают большинству белого населения в умственных способностях. В том же году брат Марии Колби вместе с вождём аборигенов Нуррагинги получили от губернатора Маккуори земельный надел размером в 12,1 гектара за «верность правительству и хорошее поведение», что означало их участие в карательных экспедициях австралийских войск против недовольных аборигенов. Этот грант стал первым из тех, который был получен аборигеном от европейского правительства.
В конце 1822 года Мария находилась на обучении у Анны, жены Томаса Хассала, англиканского священника. Через его мать она познакомилась с Дики, сыном старейшины племени Эора Беннелонга. Как и она, Дики обучался в Парраматском институте для коренного населения, а позже находился на домашнем обучении у другого священника, Уильяма Уокера. Они вступили в брак, однако прожили вместе лишь несколько месяцев, после чего Дики скончался от болезни. Он был похоронен в церкви святого Иоанна в городе Парраматта. В этой же церкви год спустя Мария обручилась с неграмотным плотником Робертом. За год до этого он строил новые здания института в Блэктауне. Этот брак стал первым супружеским союзом между белым европейцем, прибывшим в страну вместе с отцом как осуждённый, и представительницей коренного народа. Случай был уникален, поскольку каторжники не могли вступать в брак со свободными людьми, поэтому его наверняка санкционировал губернатор колонии. В Сиднее в этот день праздновали 36-ю годовщину основания колонии Артуром Филлипом.
Семья жила в Парраматте до 1844 года, после перебралась обратно в Блэктаун. Там Роберт и Мария подали прошение о получении ею переданного Колби гранта. Помимо этого они приобрели ещё столько же земли на территории, где ранее располагался Парраматский институт. Помимо этого она владела 16,2 гектара земли в районе реки Кабраматта-Крик. Десять лет спустя Роберт умер. На протяжении тридцати лет брака в семье родилось десять детей, лишь один из которых не дожил до совершеннолетия. Сама Мария скончалась 6 июня 1878 года в Виндзоре и была похоронена рядом с мужем в англиканской церкви святого Варфоломея в Просперте. В посвящённой ей записи в похоронной книге церкви она была названа «Last of the aboriginals from Blacktown». Там было указано, что при смерти Марии было 84 года, что указывает на 1794 год рождения. Исследователи считают эту дату ошибочной, называя годом рождения 1808 или 1805. Историк Джек Брук отмечал, что точная дата и даже год вряд ли когда-то будут известны.
Наследство было поровну разделено между девятью живыми детьми. Эти дети и их потомки жили там вплоть до начала XX века, когда эта территория была объявлена заповедником аборигенов и земли перешли в общее пользование. Тогда Совет по защите аборигенов взял на себя значительный контроль над жизнью аборигенов и выслал их, вероятно из-за задолженностей. К 2005 году более десятка семей возводили свои родословные к Марии и её отцу, а с ними — к аборигенам начала XVIII века. Как пишет в своей статье Брук, некоторые из местных жителей считают, что именно с этой семьи началось создание общей англо-аборигенной страны, в которой наступило равенство между основными представителями её населения.